# Ernesto Gómez Gómez
Ernesto Gómez Gómez (Madrid, 26 de abril de 1985), más conocido futbolísticamente como Ernesto, fue un futbolista español. Jugaba como extremo izquierdo y su último equipo como jugador fue el CD Lugo.

## Trayectoria
Ernesto Gómez se formó en las categorías inferiores del Real Madrid. Ha sido internacional con la selección española en categorías inferiores (Sub-17 y Sub-18). Entre 2004 y 2006 formó parte del primer filial blanco, el Real Madrid Castilla. No llegó a debutar en partido oficial con el primer equipo madridista, aunque sí disputó algunos partidos de carácter amistoso. En el verano de 2006 ficha por el Málaga CF. Al año siguiente, es fichado por la SD Ponferradina, club con el que disputaría las dos temporadas siguientes. La temporada 2009/10 jugó en la AD Alcorcón, en el que participaría activamente en los dos mayores hitos en la historia de este club: el alcorconazo y el ascenso a la Segunda División. En el verano de 2010 Ernesto ficha por el CD Guadalajara. Con el cuadro alcarreño conseguiría un nuevo ascenso a la Segunda División, consiguiendo además el gol decisivo. Fue uno de los pilares del club alcarreño en la temporada del debut en el fútbol profesional (2011/12), jugando 35 partidos de liga y anotando 9 goles. Tras la misma, decide marcharse y fichar por el Recreativo de Huelva.
La temporada siguiente ficha por el CD Lugo el cual sería su último equipo como futbolista profesional. Tras dos temporadas en el conjunto gallego, debido a las lesiones y un encontronazo con su último entrenador Quique Setién, Ernesto se acabaría retirando como jugador.
En 2018 comienza su andadura en los banquillos como segundo entrenador de la RSD Alcalá, primero con Jorge Martín de primer entrenador y después con Carlos Pérez Salvachúa.

## Clubes
| Club                 | País   | Año       |
| -------------------- | ------ | --------- |
| Real Madrid Castilla | España | 2004-2006 |
| Málaga CF            | España | 2006-2007 |
| SD Ponferradina      | España | 2007-2009 |
| AD Alcorcón          | España | 2009-2010 |
| CD Guadalajara       | España | 2010-2012 |
| Recreativo de Huelva | España | 2012-2013 |
| CD Lugo              | España | 2013-2015 |